# Drimea

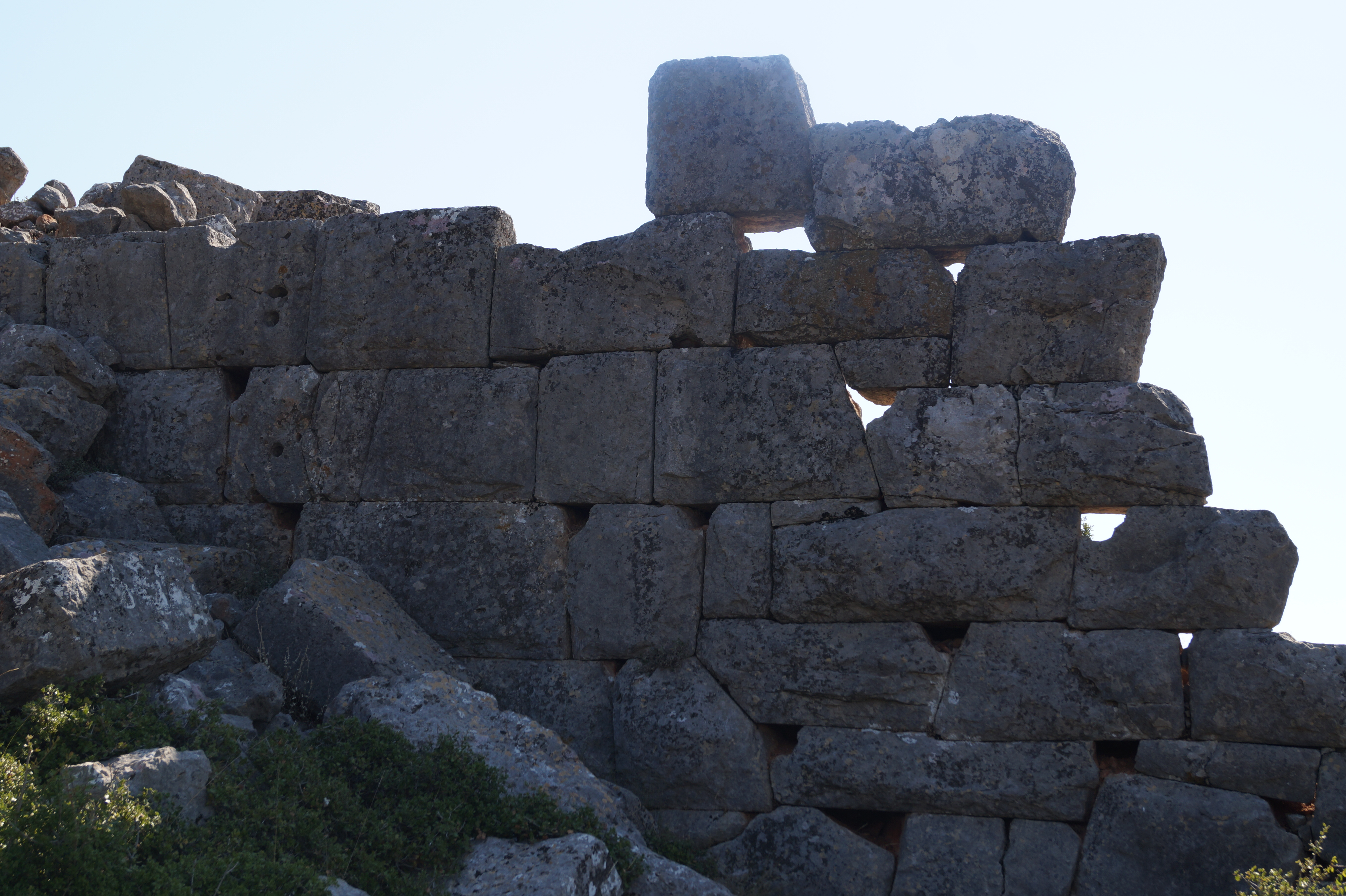
Algunos restos de muros de la antigua Drimea.

Drimea (en griego, Δρυμαία) es el nombre de una localidad de Grecia que pertenece a la periferia de Grecia Central, a la unidad periférica de Ftiótide y al municipio de Anficlea-Elatea. En el censo de 2011 su población era de 203 habitantes. Hasta el año 1915 su nombre era Glunitsa, pero se cambió por Drimea porque en sus proximidades se encontraron restos arqueológicos que han sido asociados a la antigua ciudad de Drimea.  
En la Antigüedad, además de Drimea, en algunas fuentes recibe el nombre de Drimo. Entonces pertenecía a la región de Fócide.
Durante las guerras médicas fue uno de los lugares destruidos por las tropas persas de Jerjes I, en el año 480 a. C.
Pausanias la ubica a ochenta estadios de Anficlea. El mismo autor cita la leyenda que atribuye su fundación a Foco, personaje de la mitología griega, hijo de Éaco. Sitúa en Drimea un santuario de Deméter Tesmófora, con una imagen suya de piedra, de pie, a quien se dedicaba unas fiestas anuales llamadas Tesmoforias.